# Berthold Schwarz

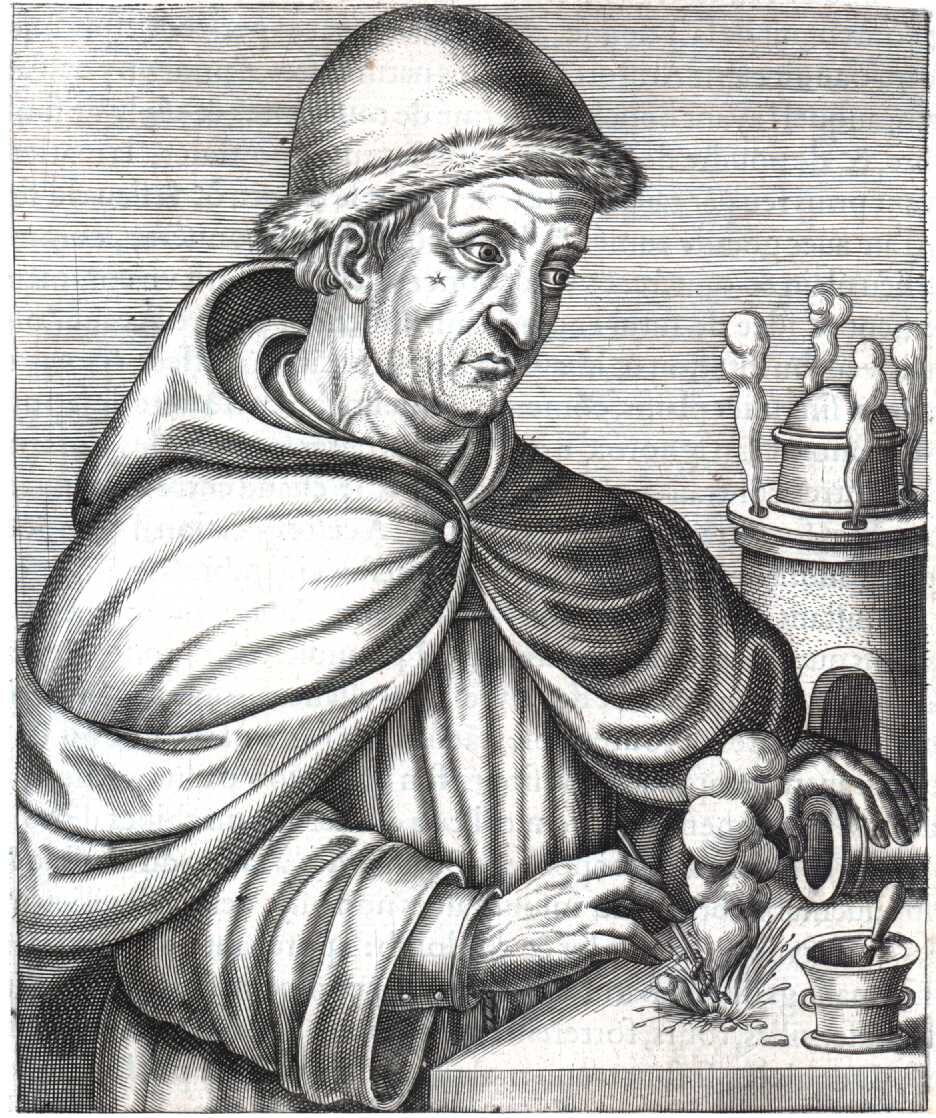
Darstellung von André Thevet (1584): Berthold Schwartz, Inventeur de l'Artillerie

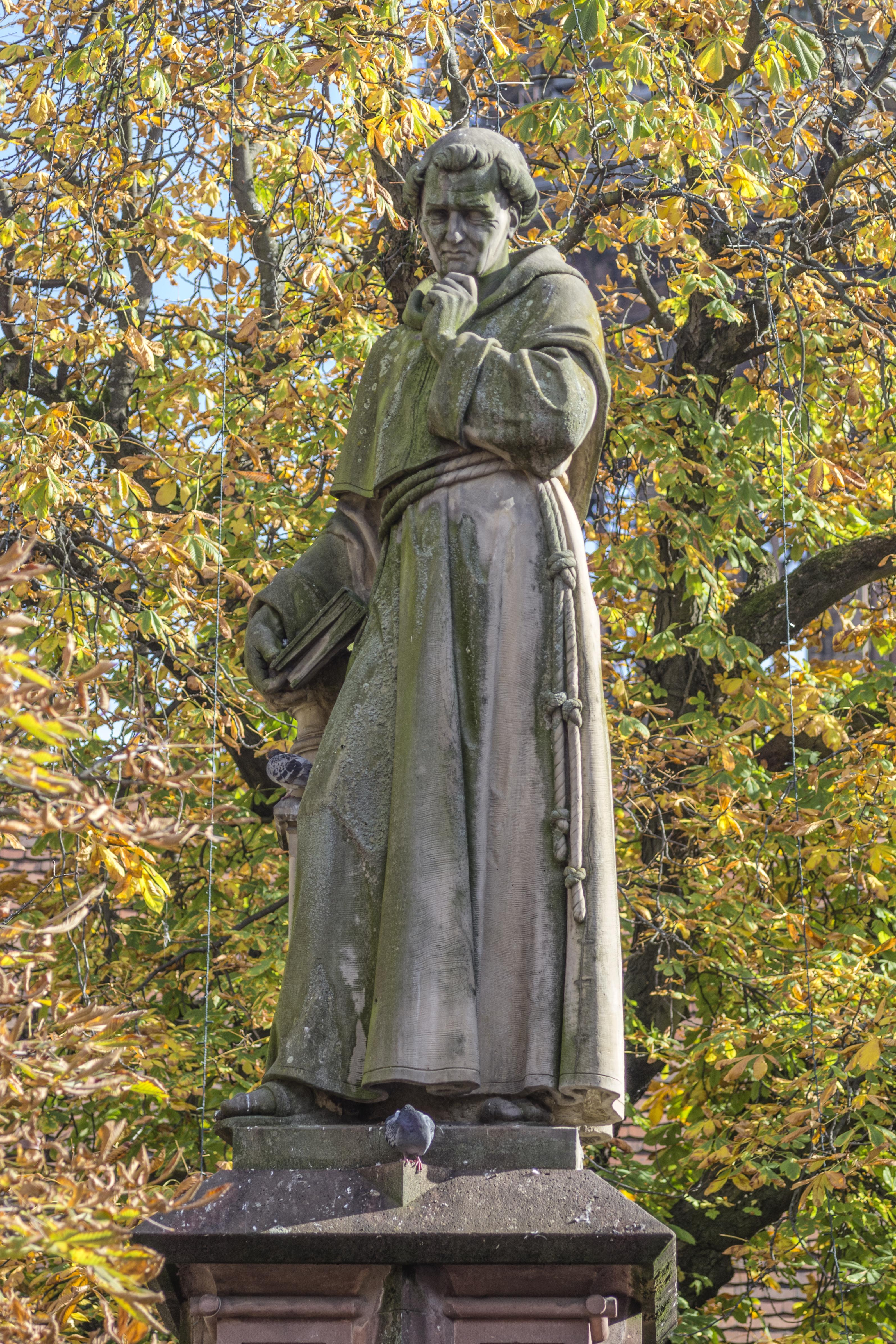
Berthold Schwarz auf einem Brunnen am Freiburger Rathaus

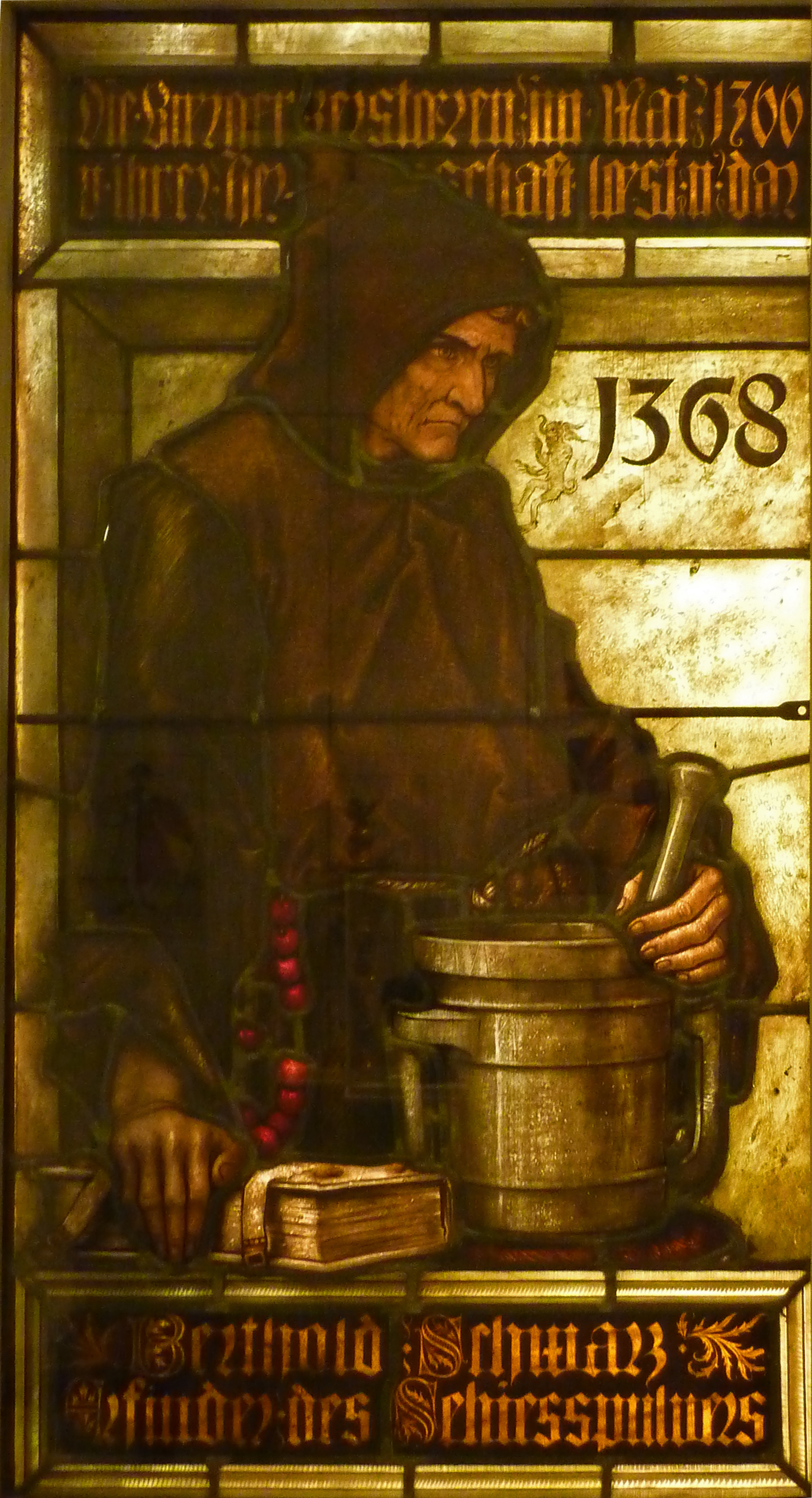
Berthold Schwarz auf einem Glasfenster von Fritz Geiges

Berthold Schwarz (auch Bertold Schwarz, Berthold der Schwarze oder Bertholdus Niger) war angeblich ein Franziskaner und Alchemist im 14. Jahrhundert aus Freiburg im Breisgau. Er soll um 1359 (nach anderen Angaben 1353 oder noch früher) durch Zufall das Schwarzpulver entdeckt haben. Die Person gilt heute unter Historikern als fiktive Gestalt und die ihr zugeschriebene Erfindung von Schwarzpulver und Handbüchsen oder Kanonen als Legende.

## Erfindung des Schwarzpulvers
Die Legende lässt sich wie folgt zusammenfassen: Ein Ordensbruder mit dem Namen Berthold soll bei alchemistischen Experimenten in einem Mörser Salpeter, Schwefel und Holzkohle zerstampft, diesen mit dem Stößel zusammen auf den Ofen gestellt und anschließend den Raum verlassen haben. Kurze Zeit später ereignete sich eine Explosion. Die herbeigeeilten Brüder stellten fest, dass der herausgeschleuderte Stößel so fest in einem Deckenbalken steckte, dass er selbst nach Berühren mit den Reliquien der heiligen Barbara nicht herausgezogen werden konnte. Anschließend hätten die verwendeten Mörser oder Töpfe Berthold als Vorlage für erste primitive Kanonen gedient. Auf diesen Vorfall sollen die Bezeichnung für das Schwarzpulver, der Name „Mörser“ für kurzläufige Steilfeuergeschütze und die heilige Barbara als Schutzpatronin der Artilleristen zurückgehen.
Franz Maria Feldhaus führt verschiedene deutsche Handschriften des 15. Jahrhunderts, in denen von einem Erfinder Meister Berthold die Rede ist, an. Das früheste Dokument ist eine anonyme Handschrift über Pyrotechnik von 1410 aus dem Germanischen Nationalmuseum in Nürnberg. Bertold wird darin nicht als Ordensmann, sondern als Magister der freien Künste und Alchemist bezeichnet, also mit Hochschulabschluss. Andere Handschriften des frühen 15. Jahrhunderts bezeichnen ihn auch als Griechen. Im Feuerwerkbuch vom Anfang des 15. Jahrhunderts (gedruckt 1529 in Augsburg bei Heinrich Stainer, basierend auf der Freiburger Handschrift MS 362 von 1432) wird ein Alchemist namens Niger Berchtholdus als Erfinder der Kunst, aus Büchsen zu schießen, und auch des Schießpulvers genannt. Dieser habe versucht, Goldfarbe aus Blei, Öl, Salpeter und Schwefel herzustellen durch Erwärmung in kupfernen Pfannen. Als er mit eisernen Bolzen verschlossene kupferne Behälter verwendete, explodierten diese über dem Feuer, da das gebildete Gas nicht entweichen konnte, was ihn auf die Möglichkeit der Verwendung als Waffe brachte. Er ließ nach dem Feuerwerksbuch Blei und Öl weg und gab Kohle hinzu (später verbesserte er das auf gleich viel Salpeter und Schwefel und etwas weniger Kohle) und ließ sich eine Büchse gießen.
Seit dem Ende des 15. Jahrhunderts wird Bertold in Büchern an verschiedenen Orten lokalisiert; er ist dort als Ordensmann (Benediktiner oder Franziskaner), Magister, Alchemist oder ohne Berufsangabe aufgeführt. Heinrich Hansjakob, der im 19. Jahrhundert die Existenz von Schwarz belegen wollte und dazu Dokumente sammelte, nennt als früheste Erwähnung Felix Hemmerlin (Malleolus), der in einem um 1495 erschienenen Buch (De Nobilitate) erzählt, dass ein geschickter Alchemist namens Bertholdus niger (dass er Ordensmann gewesen sei, wird nicht erwähnt) Salpeter, Schwefel und ein mit Quecksilber behandeltes Metall bei einem alchemistischen Experiment in einem geschlossenen Topf erhitzte, der dann explodierte. In einer anderen Variante erhitzte Bertold Schwefel, Salpeter mit Kohle oder Leinöl, ein Gemisch, das explodierte. Aus dieser Beobachtung entwickelte Schwarz nach Hemmerlin primitive Kanonen („Büchsen“) oder Mörser. Sebastian Münster (Cosmographia), der sich auf Achilles Gasser beruft, berichtet von der Erfindung der Kanone 1354 (also lange nach den ersten gesicherten Belegen in Europa) durch einen deutschen Chemiker Berthold Schwartz. Gasser selbst bezeichnet Bertold als Alchemisten und Franziskaner.
Verschiedentlich wurde versucht, historische Personen zu finden, die mit der Legende zusammengebracht werden könnten und die Bertold insbesondere mit dem süddeutschen Raum und Freiburg verbinden. Der Historiker Hans Jürgen Rieckenberg sieht in Berthold Schwarz den Konstanzer Domherrn Bertold von Lützelstetten (ein Ort bei Konstanz), der von 1294 bis 1310 Mitglied des dortigen Domkapitels war und als „magister artium Bertoldus“ in den Jahren 1329 bis 1336 viermal im Verzeichnis der Pariser Universität vorkommt. Hansjakob identifizierte Bertold mit einem Konstantin Angeleisen oder Anklitzen, dessen Familienname in Freiburg nachweisbar ist und der wegen seiner Tätigkeit als Alchemist nach Prag in ein Kloster flüchtete und dort 1388 hingerichtet wurde.
Dass die Erfindung des Schwarzpulvers vor dem 14. Jahrhundert einzuordnen ist und dieses bereits um 1260 in Europa (Roger Bacon, Liber Ignium) und davor bei den Arabern und in China bekannt war, ist belegt (siehe Artikel Schwarzpulver). Der Name Schwarzpulver stammt offensichtlich von seiner schwarzen Farbe und nicht von seinem legendären Namensgeber. Auch kanonenartige Geschütze waren schon um 1300 in Europa eingeführt (siehe Artikel Geschütz), in China sogar schon im 13. Jahrhundert (z. B. die Heilongjiang-Büchse).
Bereits im 19. Jahrhundert bestritten Marcellin Berthelot und andere die Geschichtlichkeit von Berthold Schwarz; später auch J. R. Partington (1960) und Jochen Gartz (2007) in ihren Büchern. Nach Partington ist Bertold Schwarz eine erfundene Figur wie Robin Hood, die offensichtlich dazu diente, dem deutschen Sprachraum die Erfindung des Schießpulvers und der Kanone zuzuschreiben.
Volker Schmidtchen fasste Anfang der 1990er Jahre den Stand der Forschung in der Propyläen Technikgeschichte zusammen. Danach gehört Berthold Schwarz ins Reich der Fabel. Die Feuerwaffen wurden Anfang des 14. Jahrhunderts von findigen Technikern wahrscheinlich größtenteils unabhängig in verschiedenen europäischen Ländern entwickelt, wobei der genaue Hergang nicht zufriedenstellend geklärt ist.

## Rezeption
Auf dem Freiburger Rathausplatz findet sich ein achtseitiger Brunnen von Josef Alois Knittel. Er besteht aus gelbem Sandstein und wird von einer Statue von Berthold Schwarz gekrönt. Darauf finden sich folgende Worte:

„dem Doctor, Alchimist und Erfinder des Schießpulvers errichtet im Jahre 1855 zum Gedächtniß der fünften Säkularfeier“

Die Stadt wollte das Denkmal ursprünglich schon 1851 errichten und hatte es bereits zum Preis von maximal 1650 Gulden ausgeschrieben. Die Angebote von Ignatz Michel und von Ludwig Hügle aus Heimbach lagen knapp darüber, wurden aber nicht angenommen, da die beiden als „gewöhnliche Steinhauer“ betrachtet wurden. Die Stadt wollte jedoch das Denkmal von Knittel schaffen lassen, der dafür 2700 Gulden berechnete und es dann von seinem Schüler Joseph von Kopf ausführen ließ.